# Beinn a' Mhanaich
Beinn a' Mhanaich är ett berg i Storbritannien.   Det ligger i kommunen Argyll and Bute och riksdelen Skottland, i den nordvästra delen av landet, 600 km nordväst om huvudstaden London. Toppen på Beinn a' Mhanaich är 709 meter över havet, eller 378 meter över den omgivande terrängen. Bredden vid basen är 6,8 km.
Terrängen runt Beinn a' Mhanaich är huvudsakligen kuperad.Runt Beinn a' Mhanaich är det glesbefolkat, med 8 invånare per kvadratkilometer. Närmaste större samhälle är Greenock, 18,4 km söder om Beinn a' Mhanaich. Trakten runt Beinn a' Mhanaich består i huvudsak av gräsmarker.